# Freedom Call
A Freedom Call nevű német power metal együttes 1998-ban alakult meg Nürnbergben.
Lemezeiket a Steamhammer Records, SPV GmbH kiadók dobják piacra.
Gyakran "happy metal" névvel illetik rajongóik őket, hangzásuk miatt. A honfitárs Helloween zenekar is ugyanezt a jelzőt viseli.

## Tagok
- Chris Bay - ének, gitár (1998-)
- Ilker Elsin - basszusgitár (1998-2005, 2013-)
- Lars Rettkowitz - gitár (2005-)
- Ramy Ali - dobok (2013-)

Volt tagok: Sascha Gerstner, Cédric Dupont, Armin Donderer, Samy Saemann, Dan Zimmerman, Klaus Sperling és Nils Neumann. 

## Diszkográfia
Stúdióalbumok
- Stairway to Fairyland (1999)
- Crystal Empire (2001)
- Eternity (2002)
- The Circle of Life (2005)
- Dimensions (2007)
- Legend of the Shadowking (2010)
- Land of the Crimson Dawn (2012)
- Beyond (2014)
- Master of Light (2016)
- M.E.T.A.L. (2019)